# Bruno Köster

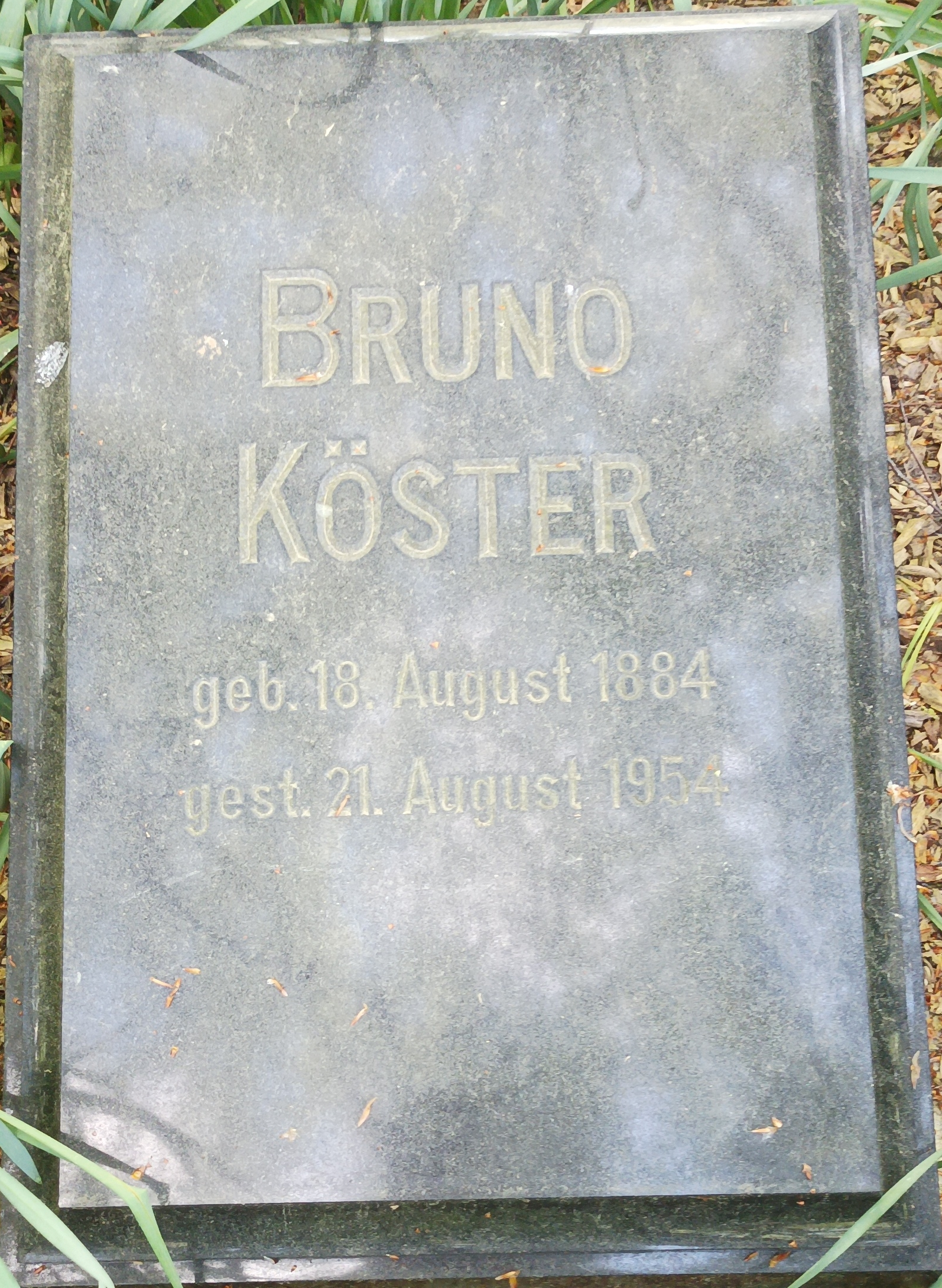
Grab von Bruno Köster auf dem Nordfriedhof Neumünster

Bruno Köster (* 18. August 1884; † 21. August 1954) war ein deutscher Unternehmer.

## Werdegang
Köster entstammte der Familie des Tuchfabrikanten Christian Friedrich Köster in Neumünster. Er wurde 1911 gemeinsam mit seinen beiden Brüdern Teilhaber der Lederfabrik Emil Köster und übernahm 1944 die Unternehmensleitung. Von Mai 1945 bis 20. Juli 1945 war er kurzzeitig Oberbürgermeister von Neumünster.
Bruno Köster starb 1954 im Alter von 70 Jahren. Sein Grab befindet sich auf dem Nordfriedhof in Neumünster (Grabstätte Christian Friedrich Köster, O III 43).

## Ehrungen
- 1953: Verdienstkreuz (Steckkreuz) der Bundesrepublik Deutschland